# محوطه چشمه آخور
محوطه چشمه آخور جنگل مربوط به سده ۴ تا ۸ ق است و در شهرستان میان‌جلگه، روستای حسین‌آباد جنگل واقع شده و این اثر در تاریخ ۲۴ مرداد ۱۳۸۵ با شمارهٔ ثبت ۱۵۸۸۰ به‌عنوان یکی از آثار ملی ایران به ثبت رسیده‌است.